# 디어 스테이지
디어 스테이지는 일본의 연예 사무소이다.

## 개요
2011년 설립. 당초는 덴파구미.inc를 비롯한 아키하바라 디어스테이지에 재적하는 아티스트의 매니지먼트를 담당하고 있었지만, 2016년부터 외부에서 이적한 아티스트의 매니지먼트도 담당.